# Most na Łabie w Lauenburgu
Most na Łabie w Lauenburgu (niem. Elbbrücke Lauenburg) – most kolejowo-drogowy typu kratownicowego znajdujący się w Niemczech pomiędzy krajami związkowymi Szlezwik-Holsztyn i Dolną Saksonią, przerzucony nad rzeką Łabą. Szosa przebiega w ciągu drogi krajowej (Bundesstraße) B209, natomiast linia kolejowa biegnie z Lubeki do Lüneburga.

## Historia
Historia związana z powstaniem przeprawy przez Łabę w tym miejscu jest bardzo długa, sięga dużo dalej niż powstałe w tym miejscu mosty, czy istniejąca do 1957 roku w pobliżu przeprawa promowa. Około 4 km w dół rzeki od obecnego mostu istniał bowiem ostatni bród na Łabie do jej ujścia, toteż od pradawnych czasów było to częste miejsce przepraw przez rzekę. Kolejny bród w górę rzeki położony był aż 70 km dalej, przy obecnym mieście Lenzen. Miejsce to miało zatem strategiczne znaczenie, które wzrosło w średniowieczu, gdyż w niedalekim Lüneburgu w IX w. odkryto złoża soli oraz rozpoczęto jej wydobywanie i transport właśnie przez tu prowadzącym starym szlakiem solnym (Alte Salzstraße) do portu w Lubece.

### Przeprawy promowe

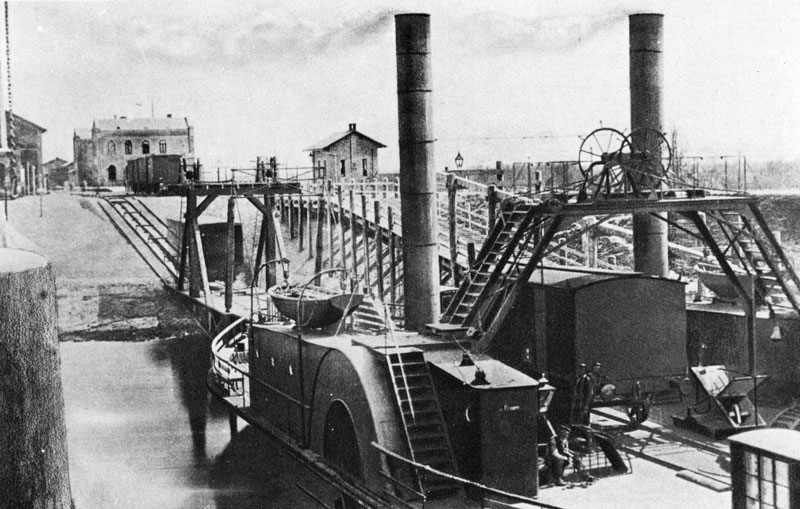
Prom kolejowy (Trajektfähre) funkcjonujący w latach 1864–1878

Od około XIII w. datuje się istnienie pomiędzy miejscowościami Hohnstorf oraz Lauenburg przepraw promowych. W XIX w. zaczął się gwałtownie rozwijać transport kolejowy. W 1851 Lauenburg otrzymał połączenie kolejowe z Büchen; niedługo potem w Królestwie Hanoweru ukończono linię kolejową z Lüneburga do Hohnstorfu. W celu połączenia obu linii kolejowych i umożliwienia efektywnego transportu znacznie większych ładunków przez Łabę w latach 1862-1864 wybudowano łączący obie linie prom kolejowy. W ten sposób przeprawiano jedynie wagony towarowe, podróżni musieli wysiąść na dworcu w Hohnstorfie (obecnie budynek szkoły) i udać się na prom pieszo. Podróż osób promem w wagonie byłaby zbyt ryzykowna, gdyż niejednokrotnie dochodziło do wypadków zerwania się wagonu i wpadnięcia do rzeki. Wzrost ilości przewożonych towarów, a także kolidujący z ruchem promów transport barkami wzdłuż nurtu rzeki, wymusił jednak stworzenie stałego połączenia pomiędzy dwoma brzegami Łaby.

### Pierwszy most

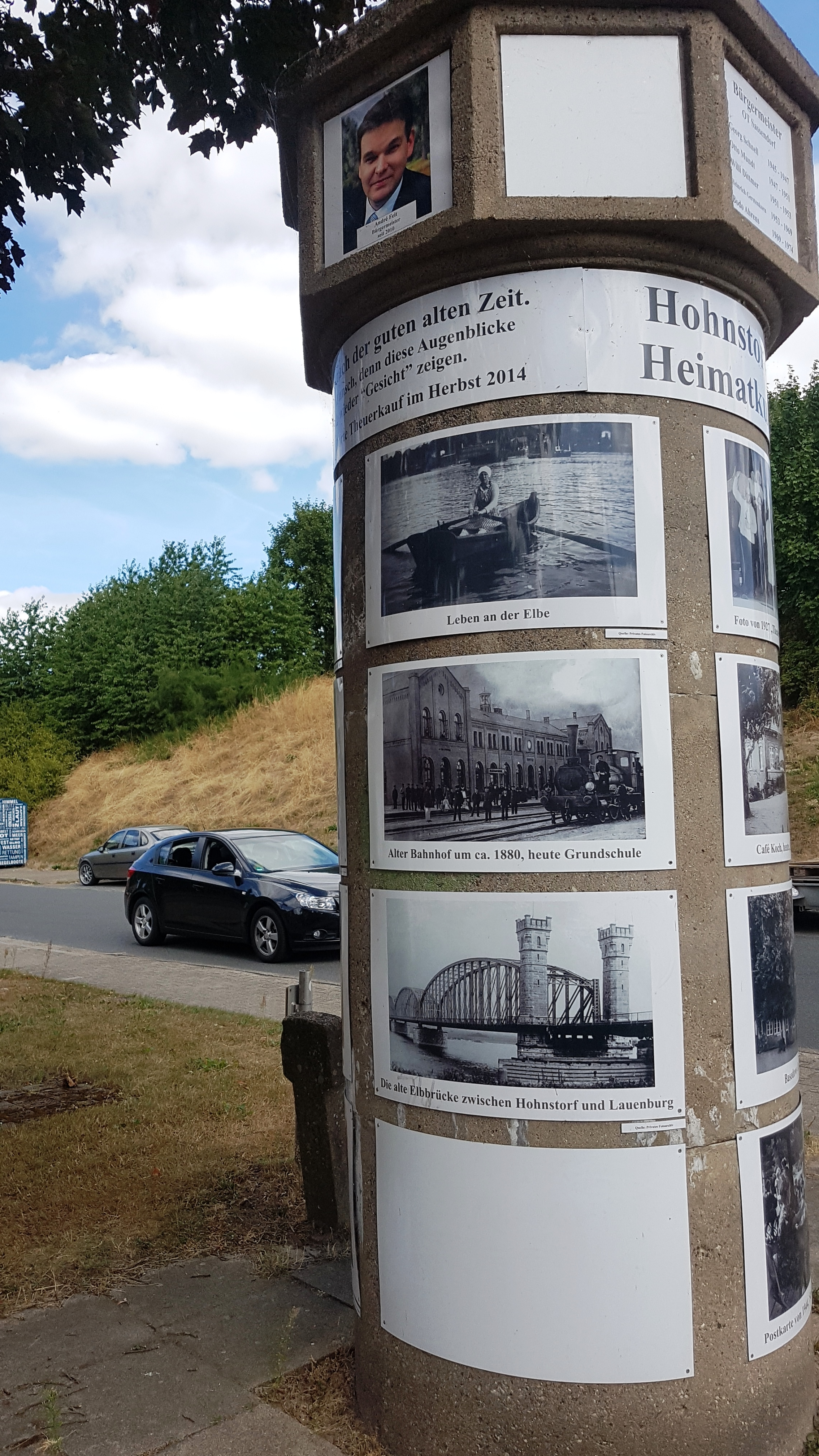
Pierwszy most z 1878 roku – dolna ilustracja na słupie ogłoszeniowym („Litfaßsäule”) w miejscowości Hohnstorf, przy którym położony jest lewy przyczółek mostu

W 1875 towarzystwa kolejowe po obu stronach Łaby zawarły porozumienie o wybudowaniu mostu kolejowego. Pierwszy most w tym miejscu przez Łabę oddano do użytku 1 listopada 1878 roku. Dzień wcześniej, 31 października, działający od 1864 prom kolejowy (Trajektfähre) zakończył swoją działalność. Był to most kolejowy i posiadał tylko jeden tor, choć konstrukcja mostu przygotowana została pod dwa tory, oraz chodnik dla pieszych. Most otwierały dwie imponujące neogotyckie wieże. W czasie II wojny światowej, aby umożliwić przeprawę pojazdów kołowych i sprawny transport wojsk, wyłożono powierzchnię specjalnymi płytami. Most został wysadzony 19 kwietnia 1945 przez wycofujące się wojska niemieckie.

### Drugi, obecny most

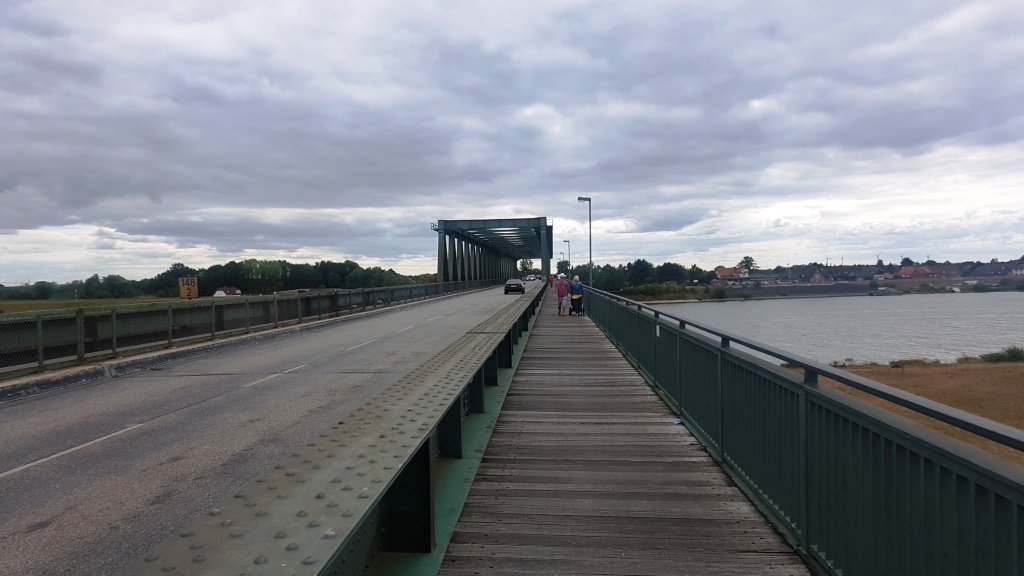
Most kolejowo-drogowy ze ścieżką dla pieszych i rowerzystów, rok 2018

Odbudowa mostu – tym razem już kolejowo-drogowego – nastąpiła w przeciągu 11 miesięcy, w latach 1950-1951. Uroczyste otwarcie mostu miało miejsce 20 maja 1951 roku.
Parametry mostu:
- szerokość całkowita – 15,20 m, z czego 4 m zajmuje część kolejowa mostu
- szerokość całkowita jezdni – 6 m
- ścieżka pieszo-rowerowa – 2,10 m
- prześwit pod mostem przy najwyższym żeglownym poziomie (Höchster Schifffahrtswasserstand) rzeki – 5,5 m, po wybudowanie śluz w Geesthachcie prześwit wynosi powyżej 10 m
- koszt budowy mostu 6 mln marek niemieckich (plus dodatkowo 2 mln koszt przebudowy linii kolejowej)[6]

Współcześnie most o 6-metrowej jezdni (3 m dla jednego kierunku) i starzejącej się konstrukcji stanowi wąskie gardło dla ruchu drogowego. Po opinii rzeczoznawcy z 2008 roku, mówiącej o zbyt dużych naprężeniach przy jednoczesnym ruchu samochodów i pociągów towarowych, zamontowano (tylko od strony Lauenburga) sygnalizację świetlną wstrzymującą ruch pojazdów podczas przejazdu pociągu towarowego.
Jest to jeden z dwóch mostów pomiędzy krajami związkowymi Szlezwik-Holsztyn i Dolną Saksonią, drugi znajduje się w Geesthachcie w ciągu drogi krajowej B404. Coraz częściej podnoszona jest kwestia potrzeby zbudowania kolejnego mostu w tym regionie przez Łabę.